# Station Kętrzyn Wąskotorowy
Station Kętrzyn Wąskotorowy (voor 1945: Rastenburg Kleinbahnhof) was een station voor de smalspoorlijnen van de Rastenburger Kleinbahnen in de Poolse plaats Kętrzyn. Voor 1945 lag deze plaats in het vroegere Duitse Oost-Pruisen en heette Rastenburg.
Het tussen 1898 en 1917 aangelegde net van de Rastenburger Kleinbahnen was 127 km lang. Het bestond uit verbindingen vanuit Rastenburg in noordelijke richting naar Drengfurth (Srokowo), Barten (Barciany), Gerdauen (Zjeleznodorozjnyj) en Nordenburg (Krylowo). En in zuidelijke richting van Rastenburg (Kętrzyn) via Reimsdorf (Sławkowo) naar Sensburg (Mrągowo) en Rhein (Ryn).
Na de Tweede Wereldoorlog is alleen de zuidwaartse verbinding van Kętrzyn naar Mrągowo met de zijtak naar Ryn hersteld. In 1971 is het vervoer op de laatste lijnen gestaakt. De sporen zijn daarna opgebroken.